# Себастјен Кума
Себастјен Кума (фр. Sébastien Kouma; Дижон, 27. април 1997) малијски је пливач чија специјалност су трке прсним стилом. Члан је пливачког клуба l’Alliance из Дижона. 

## Спортска каријера
Први наступ на светским првенствима имао је у Виндзору 2016, на светском првенству у малим базенима, где није остварио неке запаженије резултате. На истом такмичењу је наступио и две године касније у кинеском Хангџоуу.  
На светским првенствима у великим базенима је дебитовао у Будимпешти 2017. где је остварио пласмане на 53, односно 54. место у квалификационим тркама на 50 и 100 прсно. Такође је наступио и на светском првенству у корејском Квангџуу 2019, где је остварио сличне резултате — 54. место на 50 прсно и 59. место на 100 прсно.
Највећи успех у каријери је постигао на Афричким играма 2019. у Рабату где је успео да се пласира у финале трке на 50 прсно које је окончао на укупно осмом месту. 
Представљао је Мали на ЛОИ 2020. у Токију где је испливао и нови национални рекорд у трци на 100 метара прсним стилом (заузео 44. место у квалификацијама). 